# Парламентские выборы в КНДР (1967)
Выборы в Верховное народное собрание КНДР четвёртого созыва были проведены 25 ноября 1967 года. В каждом избирательном округе выдвигался только один кандидат, подавляющее большинство из которых представляло Трудовую партию Кореи, было также несколько кандидатов от других партий и организаций, входящих в Единый демократический отечественный фронт. По сообщениям северокорейских властей, явка избирателей составила 100 %, при этом 100 % голосов было отдано за выдвинутых кандидатов.
На этих выборах впервые в Верховное народное собрание были избраны представители Ассоциации северокорейских граждан в Японии — общественной организации корейской диаспоры в Японии, находящейся под контролем спецслужб КНДР. Первая сессия вновь избранного Верховного народного собрания, проходившая 14-16 декабря 1967 года, приняла декларацию «Давайте воплощать более тщательно революционный дух независимости, самообеспечения и самообороны во всех областях государственной деятельности».
На сессии Чхве Ён Гон был освобождён от должности председателя Президиума Верховного народного собрания, на этот пост был избран Пэк Нам Ун.

## Результаты выборов
|                                     |                                            |                                             |                                     |        |        |       |  |  |  |  |  |  |  |  |
| Коалиция                            | Коалиция                                   | Партия                                      | Партия                              |        |        |       |  |  |  |  |  |  |  |  |
| Коалиция                            | Коалиция                                   | Партия                                      | Партия                              | Голоса | %      | Места |  |  |  |  |  |  |  |  |
|                                     | Единый демократический отечественный фронт |                                             | Трудовая партия Кореи               |        |        | 288   |  |  |  |  |  |  |  |  |
|                                     | Единый демократический отечественный фронт | Ассоциация северокорейских граждан в Японии |                                     |        | 7      |       |  |  |  |  |  |  |  |  |
|                                     | Единый демократический отечественный фронт | Партия молодых друзей небесного пути        |                                     |        | 4      |       |  |  |  |  |  |  |  |  |
|                                     | Единый демократический отечественный фронт | Демократическая партия Кореи                |                                     |        | 1      |       |  |  |  |  |  |  |  |  |
|                                     | Единый демократический отечественный фронт | Корейский буддийский альянс                 |                                     |        | 1      |       |  |  |  |  |  |  |  |  |
|                                     | Единый демократический отечественный фронт | Другие партии                               |                                     |        | 156    |       |  |  |  |  |  |  |  |  |
| Всего                               | Всего                                      |                                             | 100,00                              | 457    |        |       |  |  |  |  |  |  |  |  |
| Всего                               | Всего                                      | Всего                                       | Всего                               |        | 100,00 | 457   |  |  |  |  |  |  |  |  |
| Зарегистрированных избирателей/Явка | Зарегистрированных избирателей/Явка        | Зарегистрированных избирателей/Явка         | Зарегистрированных избирателей/Явка |        | 100,00 |       |  |  |  |  |  |  |  |  |
| Источник: Nohlen et al.             |                                            |                                             |                                     |        |        |       |  |  |  |  |  |  |  |  |